# Antonow An-8
Die Antonow An-8 (NATO-Codename Camp) ist ein zweimotoriges sowjetisches Frachtflugzeug aus den 1950er-Jahren.

## Entwicklung

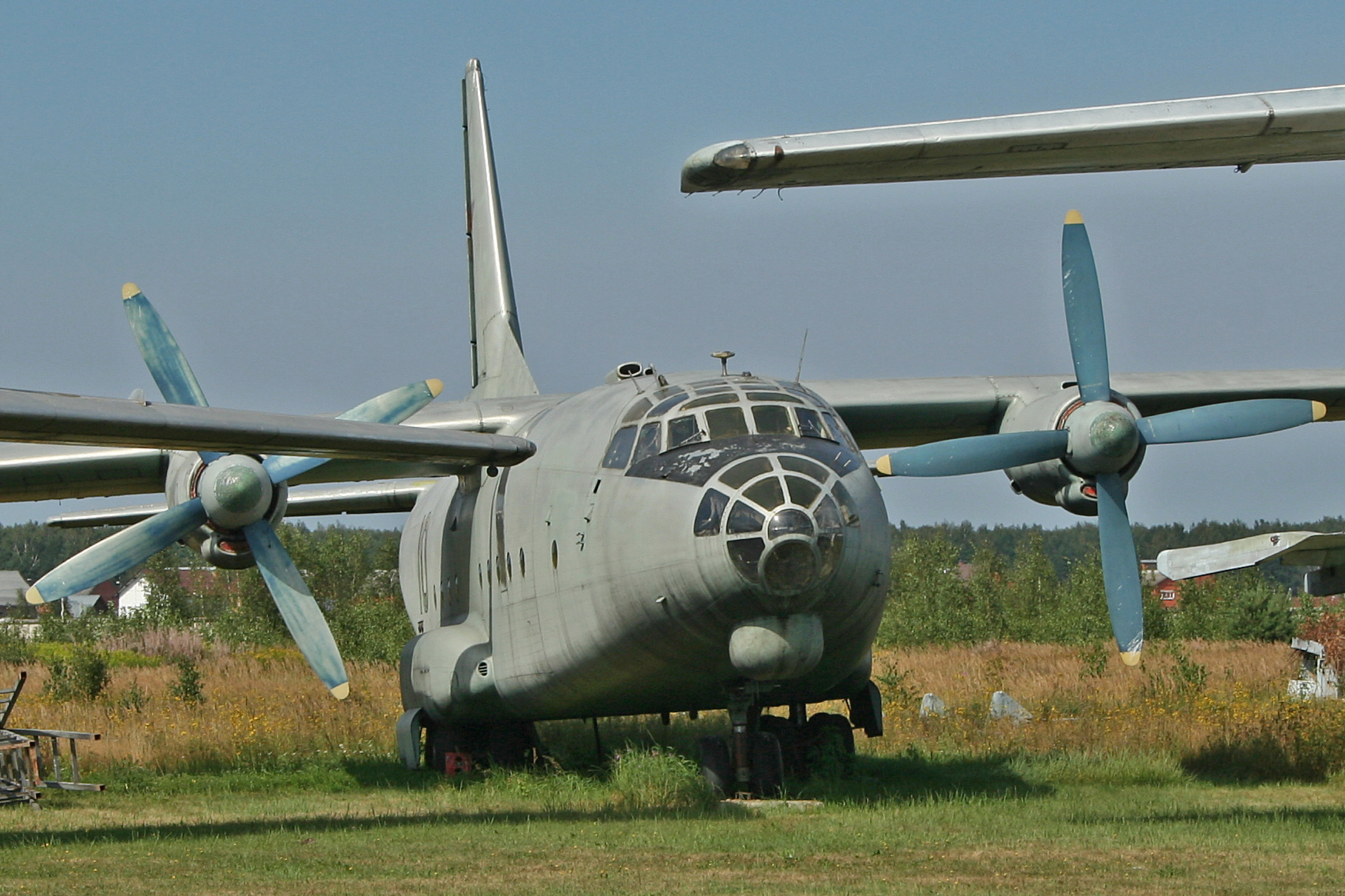
An-8 in Monino

Das als Schulterdecker ausgelegte Flugzeug wird von zwei Propellerturbinen angetrieben. Die ersten Entwicklungen begannen Anfang der 1950er-Jahre. Ziel war es, ein universelles Flugzeug für Luftlandeoperationen zu entwickeln. Die Maschine hat eine Druckkabine und ein Schwerlastfahrwerk. Eine absenkbare Heckklappe ermöglicht ein einfaches Be- und Entladen des Frachtraumes, der eine Abmessung von 7,95 m Länge und 2,95 m Breite aufweist. Der Erstflug des noch mit TW-2T-Propellerturbinen ausgestatteten Prototyps fand am 11. Februar 1956 vom Werksflugplatz des Werks Nr. 473 in Kiew-Swjatoschino (dem Hersteller des Prototyps) statt. Am 24. Juli desselben Jahres wurde er auf der Tuschinoer Luftparade öffentlich präsentiert. Ende November 1956 war die Flugerprobung abgeschlossen und die Serienfertigung begann.
Besonders auffällig sind der Radom unter der Flugzeugnase und ein Gefechtsstand mit zwei beweglichen 23-mm-Kanonen im Heck der Maschine. Insgesamt wurden von 1958 bis 1961 im Werk Nr. 84 in Taschkent 151 Maschinen gebaut. Aus dem Typ wurden die Antonow An-10 und An-12 entwickelt.
Die Maschinen standen bis 1970 im aktiven Truppendienst. Im Jahre 1997 wurden noch fünf Stück im Nahen Osten als Transportflugzeuge eingesetzt. Obwohl das Lufttüchtigkeitszertifikat seit 2001 aufgehoben ist, flogen danach noch einige Maschinen illegal in Afrika und Asien. Einige Maschinen sind bis heute (2004) erhalten geblieben.

## Zwischenfälle
Vom Erstflug 1956 bis zum Betriebsende (zwischen 2005 und 2010) kam es mit Antonow An-8 zu 19 Totalschäden. Bei 10 davon kamen 83 Menschen ums Leben. Beispiel:
- Am 19. April 2000 verunglückte eine Antonow An-8 der Luftstreitkräfte Ruandas (Luftfahrzeugkennzeichen TL-ACM) beim Start vom Flugplatz Pepa (Demokratische Republik Kongo). Die Maschine stürzte im Steigflug zu Boden, vermutet wird ein Vogelschlag. Alle 24 Insassen, 4 russische Besatzungsmitglieder und 20 ruandische Soldaten, wurden getötet. Andere Quellen sprechen von etwa 57 Toten. Manche Beobachter vermuten, dass die Antonow möglicherweise illegal nach Ruanda eingeführt wurde. Es war der letzte Unfall einer Antonow An-8 mit tödlichem Ausgang, zugleich auch derjenige mit der höchsten Anzahl an Todesopfern.[4]

## Technische Daten

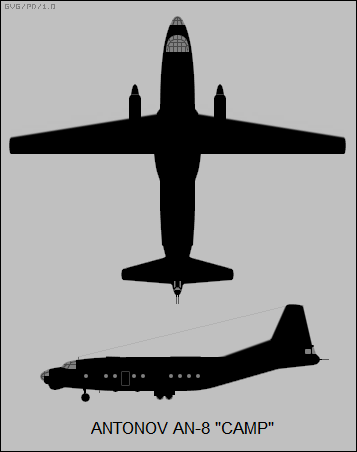
Zweiseitenriss

| Kenngröße             | Daten                                    |
| --------------------- | ---------------------------------------- |
| Besatzung             | 6                                        |
| Passagiere            | 70                                       |
| Länge                 | 30,70 m                                  |
| Spannweite            | 37,00 m                                  |
| Höhe                  | 9,70 m                                   |
| Flügelfläche          | 117,2 m²                                 |
| Leermasse             | 24.400 kg                                |
| Nutzlast              | 8 t Fracht oder 40 ausgerüstete Soldaten |
| Startmasse            | 43.400 kg                                |
| Reisegeschwindigkeit  | 450 km/h                                 |
| Höchstgeschwindigkeit | 520 km/h                                 |
| Dienstgipfelhöhe      | 9600 m                                   |
| Reichweite            | min. 1000 km, max. 3900 km               |
| Triebwerke            | zwei Propellerturbinen Iwtschenko AI-20D |
| Leistung              | je 3082 kW (4190 PS)                     |
| Bewaffnung            | 2 × 23-mm-MK                             |